# 타케미야 유유코
타케미야 유유코(竹宮ゆゆこ 다케미야 유유코[*], 1978년 2월 24일 ~ )는 일본의 소설가이다. 대표작으로는 《토라도라!》가 있다.

## 작품활동
- 토라도라!
  - 토라도라! 스핀오프
- 우리들의 타무라
- 골든타임